# Кипрушева
Кипрушева — деревня в Кудымкарском районе Пермского края. Входила в состав Белоевского сельского поселения. Располагается северо-западнее от города Кудымкара. Расстояние до районного центра составляет 24 км. По данным Всероссийской переписи населения 2010 года, в деревне проживало 8 человек (6 мужчин и 2 женщины).

## История
По данным на 1 июля 1963 года, в деревне проживало 37 человек. Населённый пункт входил в состав Кузьвинского сельсовета.